# Dhedacetus
Dhedacetus hyaeni — протоцетидний китоподібний із середнього еоцену (пізній лютецій, 42 млн років тому). Це єдиний вид з роду Dhedacetus. Типовий зразок було знайдено з індійської формації Харуді поблизу міста Дедаді, Катч.

## Опис
Відомий лише один череп і деякі хребці. D. hyaeni — найменша протоцетида з Катча. Його премоляри і моляри приблизно такого ж розміру, як і в інших протоцетид, таких як Babiacetus, Rodhocetus і Maiacetus. Має довгу широку морду і високі очні орбіти.
Назва роду походить від сусіднього міста, а назва виду — від місцевої гієни.